# Гленротс
Гленро́тес (англ. Glenrothes, шотл. гел. Gleann Rathais) — місто на сході Шотландії, адміністративний центр області Файф.
Населення міста становить 38 800 осіб (2006).